# The Magazine of Fantasy and Science-Fiction
A The Magazine of Fantasy and Science-Fiction egy tudományos-fantasztikus magazin, 1949-ben alapították.

## Szerkesztői
- Anthony Boucher, 1949-1958 augusztusa
- J. Francis McComas, 1949-1954 augusztusa
- Robert P. Mills, 1958 szeptembere - 1962 márciusa
- Avram Davidson, 1962 áprilisa - 1964 novembere
- Joseph W. Ferman, 1964 decembere - 1965 decembere
- Edward L. Ferman, 1966 januárja - 1991 júniusa
- Kristine Kathryn Rusch, 1991 júliusa - 1997 májusa
- Gordon Van Gelder, 1997 júniusa - 2015 január
- Charles Coleman Finlay, 2015 április/május – 2021 január
- Sheree Renée Thomas, 2021 március/április – napjainkig